# Bretagne Classic Ouest–France 2021
85. ročník jednodenního cyklistického závodu Bretagne Classic Ouest–France se konal 29. srpna 2021 ve Francii. Závod dlouhý 251 km vyhrál Francouz Benoît Cosnefroy z týmu AG2R Citroën Team. Na druhém a třetím místě se umístili Francouz Julian Alaphilippe (Deceuninck–Quick-Step) a Dán Mikkel Frølich Honoré (Deceuninck–Quick-Step).

## Týmy
Závodu se zúčastnilo 24 týmů, z toho 19 UCI WorldTeamů a 5 UCI Professional Continental týmů. Každý tým přijel se sedmi jezdci, až na týmy Team BikeExchange, EF Education–Nippo a Movistar Team, které přijely se šesti jezdci, a tým Team Bahrain Victorious, který přijel s pěti jezdci. Na start se postavilo 163 jezdců, z nichž 97 závod dokončilo.

### UCI WorldTeamy
- AG2R Citroën Team
- Astana–Premier Tech
- Team Bahrain Victorious
- Bora–Hansgrohe
- Intermarché–Wanty–Gobert Matériaux
- Deceuninck–Quick-Step
- EF Education–Nippo
- Groupama–FDJ
- Israel Start-Up Nation
- Lotto–Soudal
- Team BikeExchange
- Movistar Team
- Team Qhubeka NextHash
- Ineos Grenadiers
- Team Jumbo–Visma
- Team DSM
- Trek–Segafredo
- UAE Team Emirates

### UCI Professional Continental týmy
- Arkéa–Samsic
- B&B Hotels p/b KTM
- Burgos BH
- Delko
- Team TotalEnergies

## Výsledky
| Pořadí | Jezdec                      | Tým                   | Čas        |
| ------ | --------------------------- | --------------------- | ---------- |
| 1      | Benoît Cosnefroy (FRA)      | AG2R Citroën Team     | 5h 59' 56" |
| 2      | Julian Alaphilippe (FRA)    | Deceuninck–Quick-Step | + 0"       |
| 3      | Mikkel Frølich Honoré (DEN) | Deceuninck–Quick-Step | + 3"       |
| 4      | Ethan Hayter (GBR)          | Ineos Grenadiers      | + 13"      |
| 5      | Connor Swift (GBR)          | Arkéa–Samsic          | + 13"      |
| 6      | Franck Bonnamour (FRA)      | B&B Hotels p/b KTM    | + 13"      |
| 7      | Jasper Stuyven (BEL)        | Trek–Segafredo        | + 13"      |
| 8      | Valentin Madouas (FRA)      | Groupama–FDJ          | + 13"      |
| 9      | Quentin Pacher (FRA)        | B&B Hotels p/b KTM    | + 16"      |
| 10     | Giacomo Nizzolo (ITA)       | Team Qhubeka NextHash | + 17"      |